# Minchaef
Minchaef (nach anderer Lesart Chaefmin) war ein Prinz der altägyptischen 4. Dynastie. Er war ein Sohn von Pharao Cheops, seine Mutter war möglicherweise Henutsen. Zu einer nicht näher bekannten Zeit bekleidete er das Amt des Wesirs und war somit der höchste Beamte nach dem König. Er starb vermutlich während der Regierungszeit von Cheops’ Nachfolger Radjedef oder in den ersten Jahren der Regierungszeit von Chephren.
Minchaef gehört die Doppelmastaba G 7430–7440 auf dem Ostfriedhof der Cheops-Pyramide. Hier wurde ein Sarkophag des Verstorbenen aus Rosengranit gefunden, der sich heute im Ägyptischen Museum in Kairo befindet.